# Lactaris

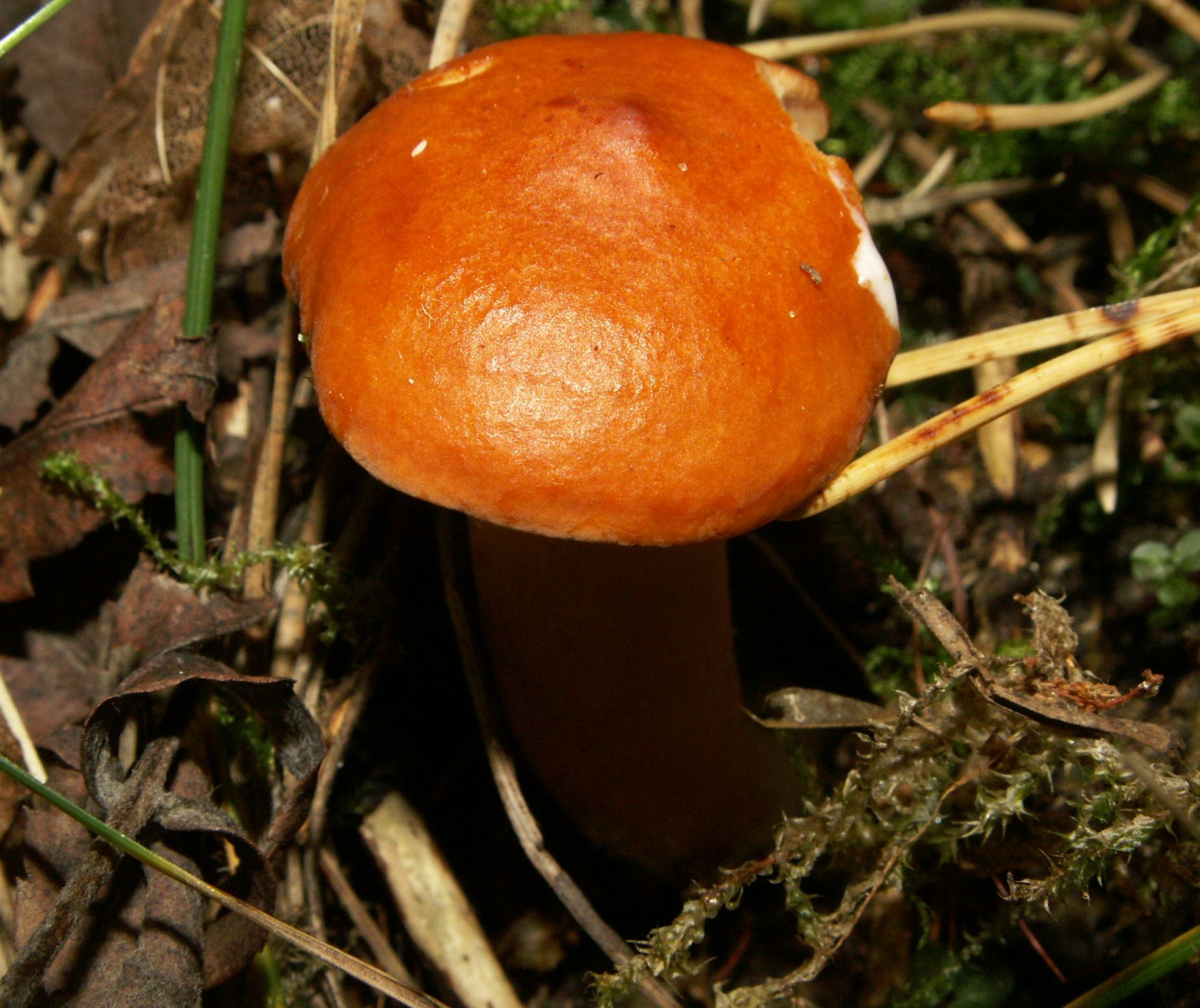
Lactarius aurantiacus

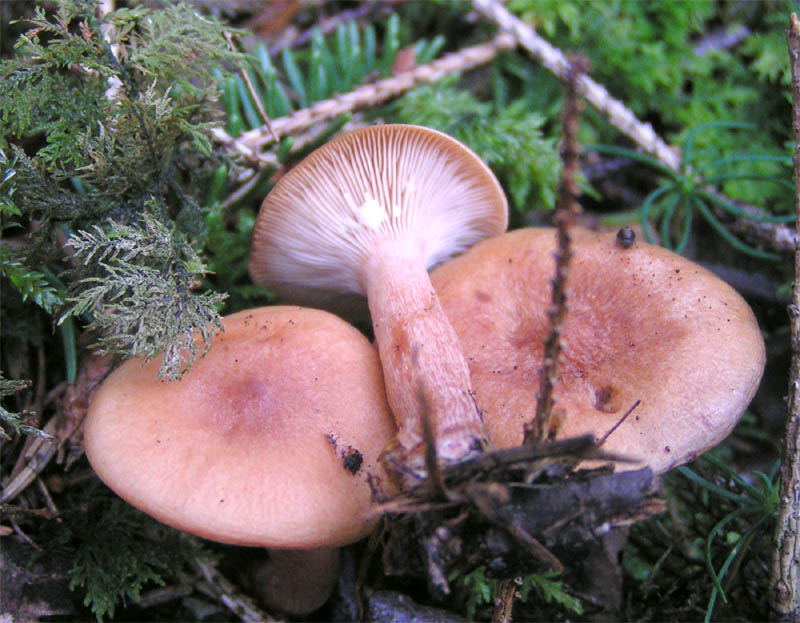
Lactarius aurantiofulvus

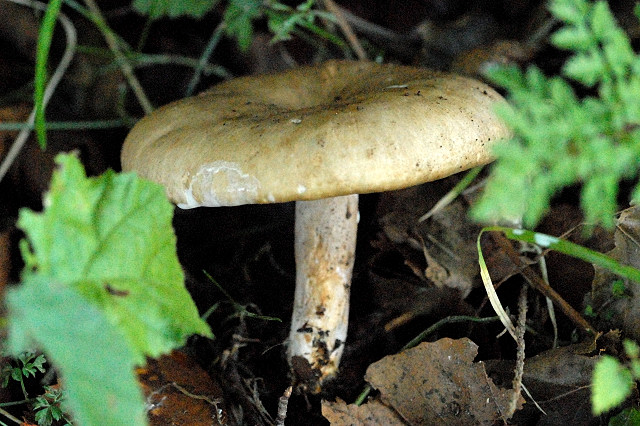
Lactarius azonites

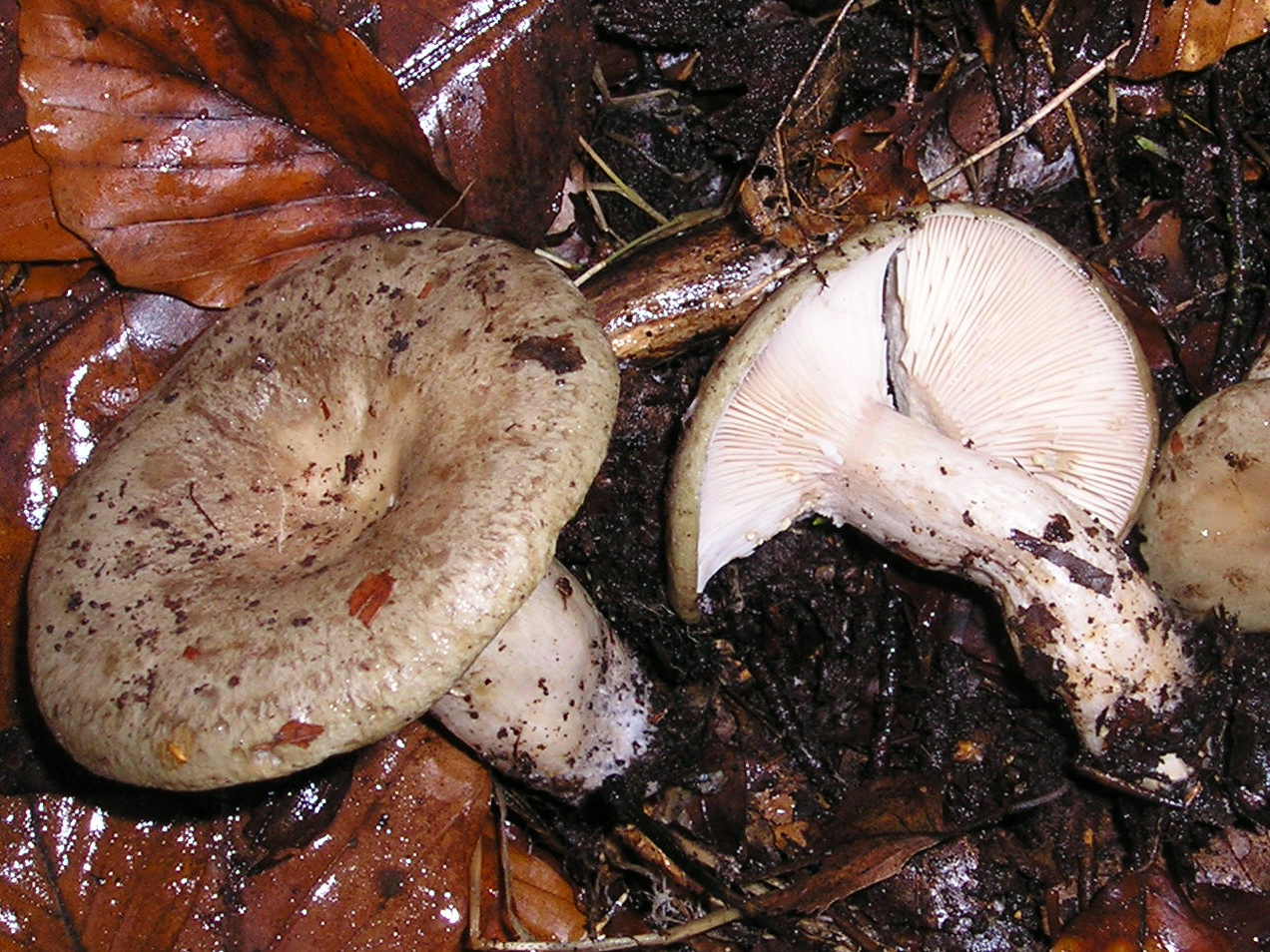
Lactarius blennius

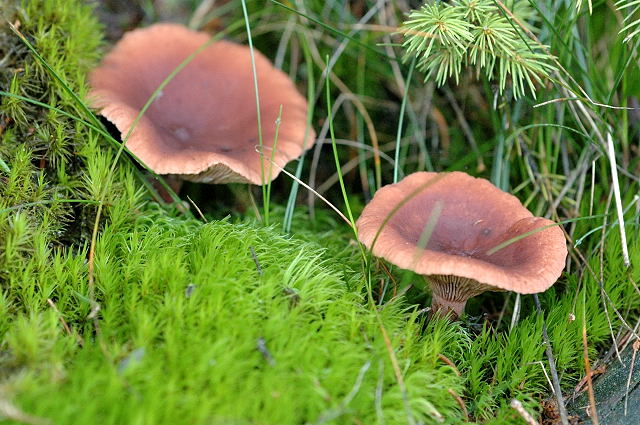
Lactarius camphoratus

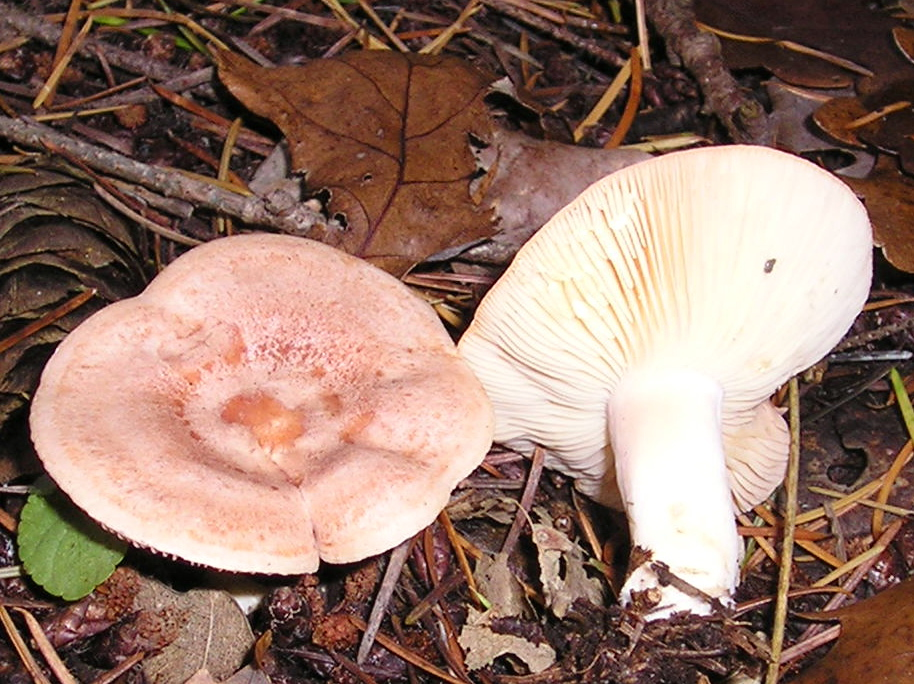
Lactarius chrysorrheus

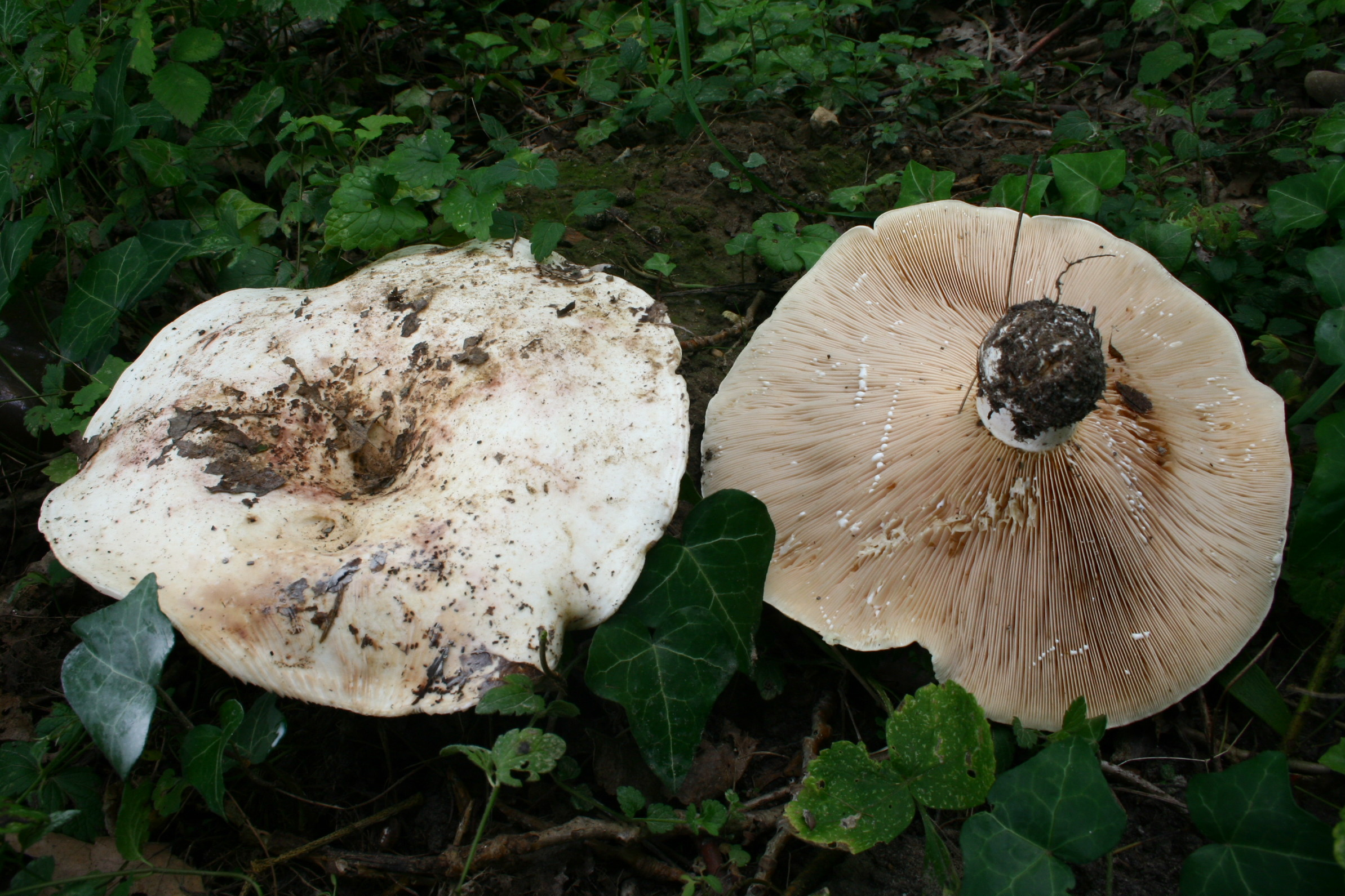
Lactarius controversus

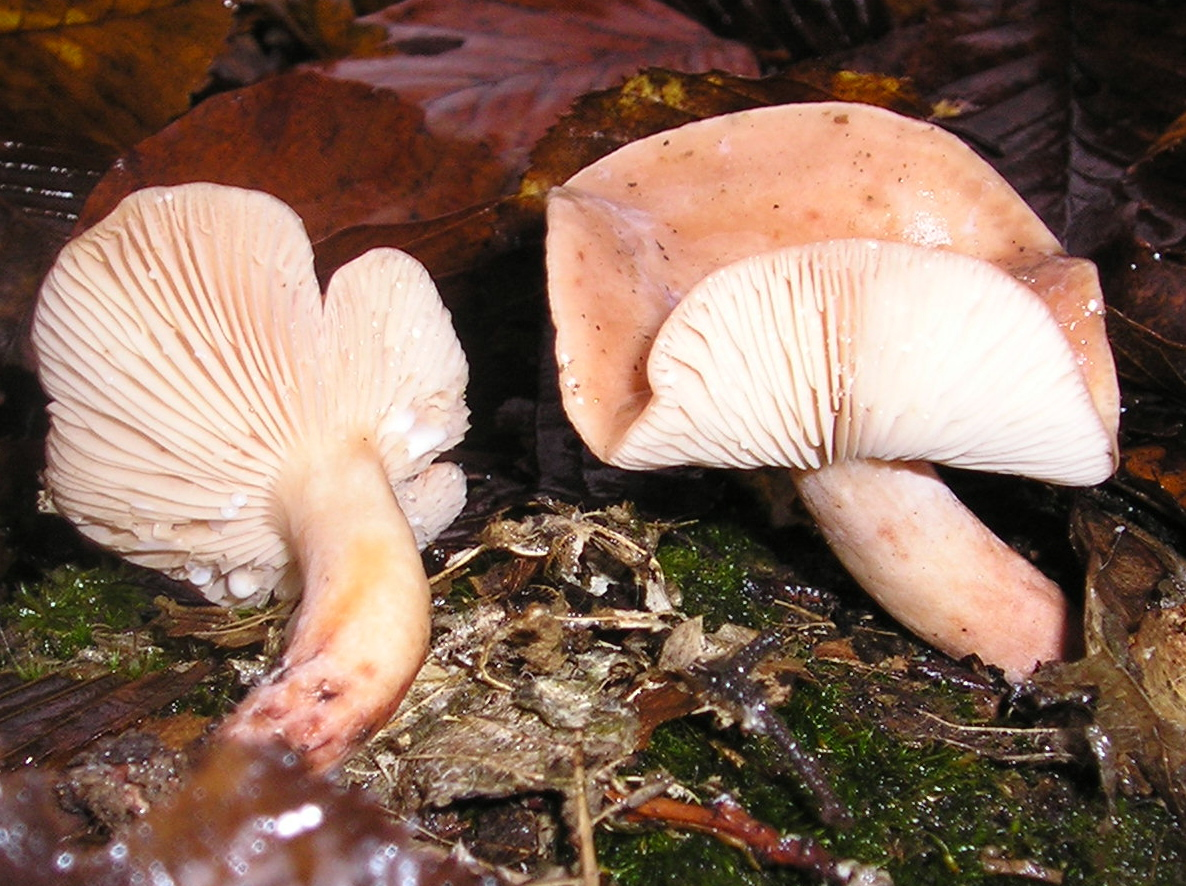
Lactarius decipiens

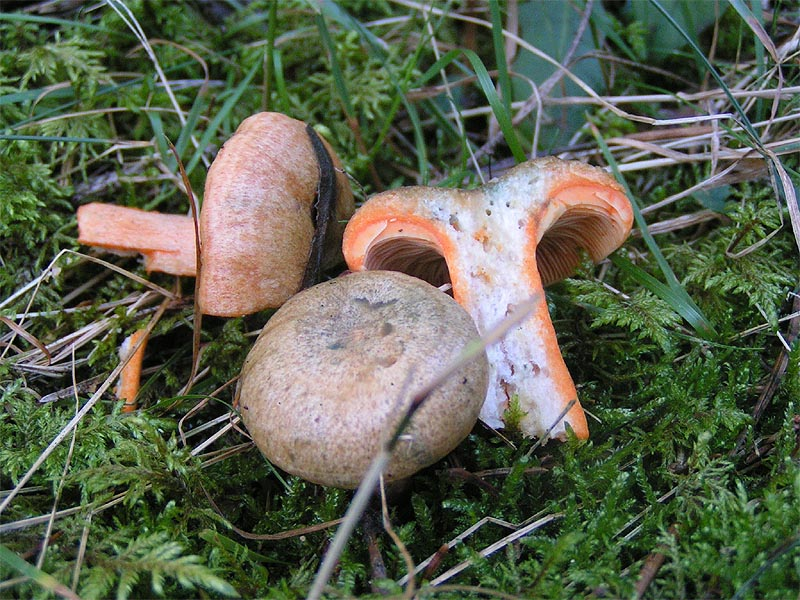
Lactarius deterrimus

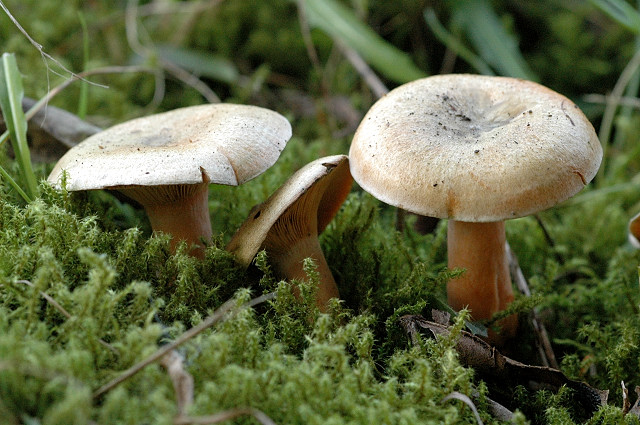
Lactarius glyciosmus

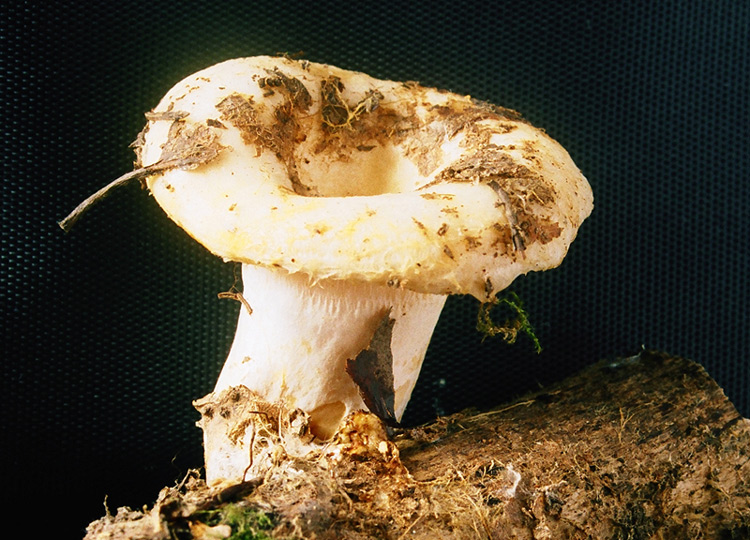
Lactarius resimus

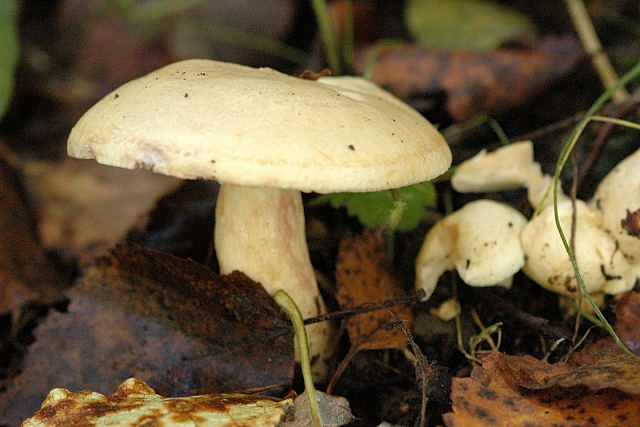
Lactarius scoticus

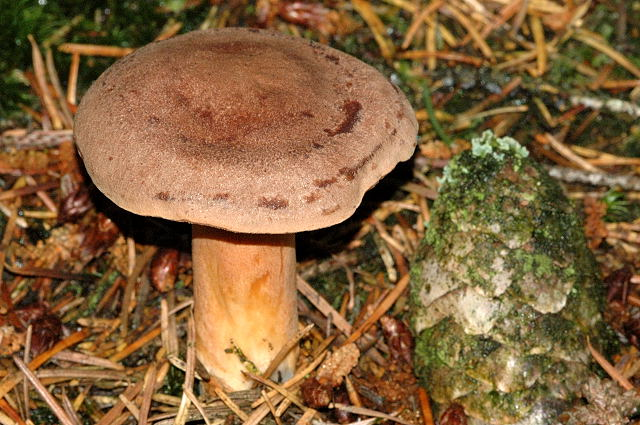
Lactarius mammosus

Els lactaris (Lactarius, del llatí lac, lactis, llet) són un gènere de bolets russulals la família de les russulàcies (Russulaceae). Són fongs micorrizògens (fan simbiosi amb arrels de plantes, en especial coníferes). Inclou espècies molt populars i de gran tradició gastronòmica als Països Catalans, com ara els rovellons (Lactarius sanguifluus i Lactarius vinosus), el pinetell (Lactarius deliciosus) i el pinetell d'avet (Lactarius salmonicolor).

## Descripció
Tenen la carn dura, granelluda, no és fibrosa, es trenca bruscament com un bastonet de pa i s'engruna entre els dits. Capell sovint deprimit o en forma d'embut quan és vell. Les làmines, sovint, són decurrents. L'estípit i el capell sovint mostren punts ovals de base plana (estrobículs).
Exsuden una mena de làtex que flueix per les ferides de les làmines quan es trenquen amb l'ungla i de la carn quan es talla. El color d'aquest làtex diferencia unes espècies de les altres, aquest líquid pot ésser de color taronja, vermell, lila, blanc o groc, i el seu color final es pot desenvolupar només després d'haver estat exposat a l'aire.

## Hàbitat
Viuen associats a plantes, sobretot, als pins. Els rovellons són propis de les pinedes de terra baixa i defugen el fred de les muntanyes altes. En canvi, els pinetells es troben des de terra baixa fins a l'alta muntanya, on apareixen ja en ple estiu.

## Comestibilitat
Els lactaris de làtex acolorit són els bolets més apreciats i de més tradició als Països Catalans. Són adequats per a cuinar a la brasa, al forn o fregits amb poc oli, sempre sense coure'ls gaire. No són apropiats per a guisar.

## Taxonomia
El gènere Lactarius inclou unes 500 espècies, entre les que destaquen:
- Lactarius acerrimus  Britzelm., 1893
- Lactarius acris (Bolton) Grey, 1821
- Lactarius acutus R. Heim
- Lactarius adhaerens R. Heim
- Lactarius albocarneus Britzelm., 1895
- Lactarius amarus R. Heim
- Lactarius annulatoangustifolius (Beeli) Buyck
- Lactarius aquizonatus Kytöv.
- Lactarius aspideus (Fr.) Fr.
- Lactarius atlanticus Bon
- Lactarius atroviridis Peck
- Lactarius aurantiacus (Pers.) Gray
- Lactarius aurantiifolius Verbeken
- Lactarius aureifolius Verbeken
- Lactarius auriolla Kytöv.
- Lactarius azonites (Bull.) Fr.
- Lactarius badiosanguineus Kühn. & Romagn.
- Lactarius baliophaeus Pegler
- Lactarius barbatus Verbeken
- Lactarius bertillonii
- Lactarius blennius (Fr.) Fr.
- Lactarius bresadolanus Singer
- Lactarius camphoratus (Bull.) Fr.
- Lactarius chromospermus Pegler
- Lactarius chrysorrheus Fr.
- Lactarius circellatus (Battarra) Fr.
- Lactarius cistophilus Bon et Trimbach
- Lactarius citriolens
- Lactarius controversus (Pers.:Fr.) Fr.
- Lactarius cremor Fries
- Lactarius cyanopus Basso, 1999
- Lactarius cyathuliformis Bon
- Lactarius deliciosus (L. ex Fr.) S. F. Gray
- Lactarius deterrimus Groeger
- Lactarius dryadophilus Kühner, 1975
- Lactarius evosmus Kühner & Romagn.
- Lactarius flavidus Boud., 1887
- Lactarius flexuosus (Pers.) Gray
- Lactarius fluens Boud.
- Lactarius fuliginosus Fr.
- Lactarius fulvissimus Romagn.
- Lactarius glaucescens
- Lactarius glyciosmus (Fr.:Fr.) Fr.
- Lactarius helvus (Fr.) Fr.
- Lactarius hepaticus Plowr.
- Lactarius hyphoinflatus R.W. Rayner
- Lactarius hysginoides Korhonen & T. Ulvinen
- Lactarius hysginus
- Lactarius insulsus (Fr.) Fr., 1838
- Lactarius lacunarum Romagn. ex Hora
- Lactarius lanceolatus O.K. Mill. & Laursen
- Lactarius lignyotus Fr., 1857
- Lactarius lilacinus (Lasch) Fr.
- Lactarius luridus (Pers.) Gray
- Lactarius mairei
- Lactarius mammosus Fr.
- Lactarius musteus Fr.
- Lactarius obscuratus (Lasch) Fr.
- Lactarius omphaliformis Romagn.
- Lactarius pallidus Pers.
- Lactarius pergamenus (Sw.) Fr.
- Lactarius picinus Fr.
- Lactarius pilatii Z.Schaef., 1966
- Lactarius piperatus (Fr.) S. F. Gray
- Lactarius populinus R. Heim
- Lactarius porninsis Roll.
- Lactarius pterosporus Romagn.
- Lactarius pubescens (Fr.) Fr.
- Lactarius pyrogalus (Bull.) Fr.
- Lactarius quieticolor Romagn.
- Lactarius quietus (Fr.) Fr.
- Lactarius repraesentaneus Britz.
- Lactarius resimus (Fr.) Fr., 1838
- Lactarius romagnesii Bon
- Lactarius rostratus Heilm.-Claus.
- Lactarius rubrocinctus Fr.
- Lactarius rufus (Scop. ex Fr.) Fr.
- Lactarius rugatus Kühner & Romagn.
- Lactarius ruginosus Romagn.
- Lactarius salicis-herbaceae Kühner, 1975
- Lactarius salicis-reticulatae Kühner
- Lactarius salmonicolor Heim et Led.
- Lactarius sanguifluus Fr.
- Lactarius scoticus Berk. & Broome
- Lactarius scrobiculatus
- Lactarius semisanguifluus R. Heim & Leclair
- Lactarius serifluus (DC.:Fr.) Fr.
- Lactarius sphagneti (Fr.) Neuhoff, 1956
- Lactarius spinosulus Quél. & Le Bret., 1879
- Lactarius subdulcis (Bull.:Fr.) S.F. Gray
- Lactarius subumbonatus Lindgr.
- Lactarius syringinus Z.Schaef., 1956
- Lactarius tabidus Fr., 1838
- Lactarius tesquorum Malençon
- Lactarius torminosus (Schaeff. Ex Fr.) S. F. Gray, 1821
- Lactarius trivialis
- Lactarius turpis (Weinm.) Fr.
- Lactarius uvidus (Fr.) Fr.
- Lactarius vellereus (Fr.) Fr.
- Lactarius vietus (Fr.) Fr.
- Lactarius violascens (J.Otto) Fr., 1838
- Lactarius volemus (Fr.) Fr.
- Lactarius zonarioides Kühner & Romang., 1953
- Lactarius zonarius (Bull.) Fr[9][10][11]

## Observacions
Alguns d'aquests bolets es troben, de vegades, parasitats per un altre bolet microscòpic (Hypomyces lactifluorum) que esblanqueeix i endureix les làmines. En aquest estat s'anomenen rovelloles o mare de rovelló, i també són comestibles (encara que pot ésser coent si l'hoste és una espècie com Lactarius piperatus).